# Bilekal Palya, Gubbi
Bilekal Palya là một làng thuộc tehsil Gubbi, huyện Tumkur, bang Karnataka, Ấn Độ.